# Panjarlū
Panjarlū (persiska: پَنجَرلو, پنجرلو) är en ort i Iran.   Den ligger i provinsen Västazarbaijan, i den nordvästra delen av landet, 700 km nordväst om huvudstaden Teheran. Panjarlū ligger 811 meter över havet och antalet invånare är 740.
Terrängen runt Panjarlū är platt åt nordost, men åt sydväst är den kuperad. Runt Panjarlū är det ganska glesbefolkat, med 39 invånare per kvadratkilometer. Panjarlū är det största samhället i trakten. Trakten runt Panjarlū består i huvudsak av gräsmarker.